# Club Social y Deportivo San Martín
El Club Social y Deportivo San Martín, también conocido como San Martín de Burzaco, es un club argentino que fue fundado el 1 de mayo de 1936, y tiene su sede en Burzaco, Partido de Almirante Brown en la provincia de Buenos Aires. Actualmente se desempeña en la Primera B, tercera categoría del fútbol argentino para los clubes directamente afiliados a la AFA.

## Historia
Por la década del 1930, un grupo de entusiastas vecinos amantes del deporte más popular de ese entonces, el fútbol, decide organizarse y fundar el 1º de mayo de 1936 una institución. El nombre surgió de la esquina donde se reunían (calle San Martín y 25 de mayo) en Almirante Brown. Eric Smyth fue el ideólogo principal y aportó el primer juego de camisetas azules y blancas del equipo.
Alrededor de veinticinco muchachos estaban en el armado y de entre ellos salieron los jugadores del primer equipo de cuarta división, quien también, a su vez, integraban la comisión directiva. Entre su más prominentes rivales se encuentran: Nacional de Adrogué, Las Mitas de Longchamps, Olimpia de Lomas de Zamora, Progreso de Temperley y Aconcagua en cuarta División. Más adelante, entró a “tallar” la tercera división y el equipo de veteranos, estos últimos enfrentando a las mutuales de Los Andes, Temperley, Banfield, River Plate, Boca Júnior, Lanùs, asociación Argentina de Actores, etc.
Los nombres de aquellos que integraron la primera comisión directiva, como así también la conformación de los primeros conjuntos de cuarta y quinta división.
1ª comisión directiva
Presidente: Juan C. Schulz; 
secretario: Italia A. Zuchini; 
tesorero: Néstor Artola; 
vocales: 1ro, Enfrasio Faglioli; 2do, Raúl A. Crawford; 3ro, Atilio Vizconti; 
revisores de cuentas: J. Pretarino y R. Lezcano. 
Hasta 1974 pasaron por el Club San Martín de Burzaco once presidentes. El primero fue Juan Schulz, posteriormente cumplieron tan importante cargo los señores Horacio Pedroncini, Italo Zuchini, Diego Kavanagah, Jese Quinteros, José Mugica, Germán Cervio, Horacio Gorrini, Hans Kerwitz, Fidel Montiel y la generación de directivos que afiliaron a San Martín en A.F.A. encabezada como presidente: Luis Celia; vicepresidente: Ramón Amate; secretario general: Jorge Cachaza; tesorero: Marcio Belletro; protesorero: Santos González; secretario de actas: Horacio Gorrini; vocales titulares: Roberto Miguez, Arsenio Carabetta, Alejandro Martín, Segundo Gigliotti y Sixto Abrodos; vocales suplentes: Carlos Miranda, Salvador Gugliotti, Francisco Palavechino y Hanz Kerwitz.
1er. equipo de cuarta división:
A. Bierwerth, H. Pedroncini (capitán), A. Coronel, R. Crawford, I. Zucchini, E. Ghersi, Vizcontti, A. Ghersi, A. Marcchi y J. Pestarino. En tanto la quinta división, se conformó en ese entonces con los siguientes jugadores: Waitoller, Sarmiento, Lanzalo, M. Artola (capitán), L. Loray, Duchini, Dicallo, Muñoz, Macri, J. Sionze y R. Pedroncini. Esta quinta división se denominaba “de hierro”, obtuvo en 1937 el torneo organizado por el club Independiente de Burzaco y como dato complementario cabe destacar, que todos los resultados obtenidos en esa competencia, fueron informados por el diario “Tribuna”  y una publicación semanal denominada “Páginas”.

## Estadio Francisco Boga
Su estadio está ubicado en Arenales 520 en Burzaco y tiene capacidad para alrededor de 9000 espectadores. Cuenta con ese nombre porque el dueño del terreno era Francisco Boga y lo vendió al Club San Martín en cómodas cuotas. Las medidas del campo de juego son de 97 metros de largo por 69 de ancho.
San Martín inauguró su cancha el 29 de mayo de 1977 (Diario Tribuna, y Nuestro Ascenso del 1 de junio de 1977), jugando como local ante Lamadrid, al cual venció 2-0, siendo el autor del primer gol a los 28 minutos del primer tiempo, Amarilla Barrios, y el autor del segundo gol a los 30 minutos del segundo tiempo, Intrigo. La recaudación en ese partido inauguración fue de $ 50.00.
Luego de muchos años en el cual la institución solo contaba con dos gradas de madera y chapa, en el año 2009 se inaugura la primera tribuna de cemento, en el ex sector visitante: popular Mariano Gutiérrez, con 18 metros de largo por 11 escalones de alto. Al no existir publicó visitante en el ascenso argentino dicho sector es utilizado por una de las facciones de San Martin (La Barra de Arzeno). La capacidad aproximada de dicha tribuna es de 600 espectadores, llegando incluso a albergar a más de 1000 personas contabilizando alambrados en muchos partidos, estando el sector colapsado en más de una ocasión, esto ocasionó varios inconvenientes en algunos partidos: en agosto de 2023 en un encuentro por la Primera C ante Yupanqui un hincha se cayó de la tribuna. Mientras que en septiembre de 2023 frente a Lamadrid, luego de convertir el gol que le daba el histórico ascenso a la B Metropolitana por primera vez en su historia, el alambrado cedió y se cayó sobre la tribuna. Dicha necesidad urgente de ampliar la capacidad del estadio, y principalmente de dicha popular, hicieron que el lunes 9 de septiembre de 2024 inicie la ampliación de dicha tribuna, la misma contara con 15 escalones y será construida en varias etapas, llegando al estar finalizada a ocupar todo el lateral (más de 60 metros), y una capacidad total de 3000 personas. En enero de 2025 se está finalizando la primera etapa (20 metros), mientras que ya se derribó la vieja popular y se está iniciando la segunda etapa.
El 26 de noviembre de 2013 se inaugura una nueva tribuna de cemento en la victoria 3 a 1 ante Atlas: popular David Canedo con 30 metros de largo y 17 escalones de alto, incluyendo un escalón grande de descanso en el medio. La capacidad de dicho sector es de aproximadamente 2000 espectadores. Es utilizada por la otra facción de la hinchada (La Banda de Burzaco).
El 9 de agosto de 2014 (triunfo 2 a 0 ante Victoriano Arenas), se inaugura la tercera tribuna de cemento: social Nancy Quiroz con 33 metros de largo y 11 escalones de alto. La misma fue nombrada de esta forma en homenaje a una exdirigente de la institución fallecida en un trágico accidente de tráfico. Dicho sector cuenta con una capacidad aproximada de 1000 espectadores y fue construida con losetas que fueron adquiridas a Deportivo Morón, perteneciente a su anterior estadio "El Viejo Urbano". 
El sábado 25 de julio de 2015 se inaugura la cuarta tribuna de cemento: Platea Emanuel Ortega, una tribuna elevada de 27 metros de largo con 6 filas de butacas y una capacidad exacta de 250 personas. Fue construida también con las losetas adquiridas a Deportivo Morón. Fue denominada Emanuel Ortega en homenaje a un joven defensor jujeño el cual jugó en San Martín en el año 2015, y quien perdiese la vida tras sufrir un golpe en la cabeza durante un partido ante Juventud Unida, en un trágico hecho que enlutó a todo el futbol argentino. El día de su inauguración San Martín empató agónicamente 3 a 3 luego de ir perdiendo 3 a 0 ante Argentino de Merlo, por la fecha 24 del torneo de Primera "C" 2015, ese día estuvo presente la familia de Emanuel Ortega, los cuales fueron los primeros en pisar la nueva instalación. A fines del año 2019 hinchas adquieren, restaurant e instalan butacas en la platea, en una obra realizada a pulmón.
En 2023 San Martín de Burzaco construye 6 Cabinas de Trasmisión para la prensa, en reemplazo de las cabinas provisorias que se habían instalado con anterioridad .La institución cuenta aún con aproximadamente 160 losetas adquiridas del ex estadio de Deportivo Morón para seguir ampliando la capacidad actual. Dichas losetas también fueron utilizadas para realizar tribunas en el Microestadio Ramón Amate y en el nuevo playón deportivo. 
El 8 de mayo de 2023 San Martín inicia la histórica obra de iluminación de su estadio. Se adquieren para ello 4 torres de iluminación que se sumaran a las 2 torres que el club ya disponía con anterioridad, también del ex estadio de Deportivo Morón. El sistema lumínico se inaugura el viernes 25 de agosto de 2023, en la victoria 1 a 0 frente a Alem. En paralelo el club realiza otras obras como los nuevos vestuarios, los cuales se ubicarán debajo de la platea (ya fueron inaugurados los del conjunto local y los del árbitro). En diciembre de 2024 se inicia la obra del riego automático.
Se proyectan a su vez otras obras como el cambio del alambrado olímpico y la construcción de palcos arriba de las cabinas de transmisión.

### Sede Social y Microestadio Ramón Amate
Su Sede Social, al igual que el estadio, está ubicada en Arenales 520 (Burzaco) Es en esta sede donde se reúnen deportistas de diversas actividades. También, allí se llevan a cabo las reuniones de comisión directiva.
En la sede también se realizan entrenamientos de otras disciplinas deportivas como: Patín, Boxeo, Balonmano, Futsal, Baby Futbol, entre otros. Posee un bufet abierto al público en general. El Microestadio Ramón Amate es el segundo microestadio más grande de la zona (solo detrás del Polideportivo Municipal de Almirante Brown), con medidas de 54 metros de largo por 27 de ancho, el cual tiene 3 tribunas de cemento, todas realizadas con losetas pertenecientes al ex estadio de Deportivo Morón "El Viejo Urbano". Dicha instalación además de ser utilizada por las diferentes actividades también es aprovechada para la realización de eventos culturales.

## Uniforme

### Indumentaria y Patrocinador
| Período   | Proveedor        |
| --------- | ---------------- |
| 1980-88   | Uribarri         |
| 1988-91   | Fulvence         |
| 1991-99   | ED               |
| 1999-08   | Dana             |
| 2008-10   | Atlantic Sport's |
| 2010-15   | Ohcan            |
| 2016      | Charly           |
| 2016-17   | Uhlsport         |
| 2017-18   | Il Ossso Sports  |
| 2018-19   | Meglio           |
| 2019-20   | Vi Sports        |
| 2020-21   | Fanáticos        |
| 2022      | GZ Sports        |
| 2023      | Meglio           |
| 2023-Act. | Fanáticos        |

| Período   | Patrocinador                                   |
| --------- | ---------------------------------------------- |
| 1982-88   | Maximesa                                       |
| 1988-91   | Fulvence                                       |
| 1991-94   | Empresa San Vicente                            |
| 1994-97   | Lua Seguros                                    |
| 1997-99   | Empresa San Vicente                            |
| 1999-00   | Dana                                           |
| 2000-01   | Pinturerías Aníbal                             |
| 2001-03   | Brujo Sport                                    |
| 2003-04   | Fiambres Emezeta                               |
| 2004-05   | UTHGRA                                         |
| 2005-06   | Gaseosa Pinki's                                |
| 2006-07   | El Puente Aruba                                |
| 2007-08   | Kiosko Manolín                                 |
| 2008-10   | Complejo Cerrito                               |
| 2010      | Airestof                                       |
| 2011      | Temperley Outlet Factory                       |
| 2011-12   | Temperley Outlet Factory Cooperativa Ocean     |
| 2012-13   | Temperley Outlet Factory                       |
| 2013-14   | Colombres Chico                                |
| 2014      | Ninguno                                        |
| 2015      | Distribuidora Burzako Heladería M&M Sami Salud |
| 2016-17   | Secco                                          |
| 2017-19   | Secco Maxven                                   |
| 2019-20   | Edificarq Cernía Centro Médico                 |
| 2020-21   | ITV Parque Industrial                          |
| 2022      | Sur Finanzas                                   |
| 2023      | GT Construcciones                              |
| 2024      | GT Construcciones Líderes Mundo Electro        |
| 2024-Act. | Vorterix Líderes Mundo Electro                 |

## Presidentes
| Período        | Presidente                        |
| -------------- | --------------------------------- |
| 1936-Sin datos | Juan Carlos Schulz                |
| [Sin datos]    | Horacio Pedroncini                |
| [Sin datos]    | Italo Zucchini                    |
| [Sin datos]    | Diego A. Kavanagh                 |
| [Sin datos]    | José Quinteros                    |
| [Sin datos]    | José Mugica                       |
| [Sin datos]    | Germinal Cervio                   |
| [Sin datos]    | Horacio Gorrini                   |
| 1968-69        | Hans Kerwitz                      |
| 1970-71        | Fidel Montiel                     |
| 1972-75        | Luis Celia                        |
| 1976-77        | Horacio Gorrini                   |
| 1978-81        | Jorge De Girolamo                 |
| 1981-84        | Roberto Oscar Gorrini             |
| 1985-86        | Eduardo Singer                    |
| 1986-87        | Roberto Oscar Gorrini             |
| 1987-88        | Guillermo Singer                  |
| 1988-89        | Jorge Luis Pérez                  |
| 1989-90        | Amaya / Manuel Tejero             |
| 1991-98        | Manuel Tejero                     |
| 1999-00        | Manuel Tejero / Osvaldo Fernández |
| 2001-02        | Osvaldo Fernández                 |
| 2002-04        | Luis Massafra                     |
| 2004-08        | Gladys Ruíz Fernández             |
| 2008-09        | Leonardo Oca Vitores              |
| 2009-15        | Damián Albarracin                 |
| 2015-Act.      | Gabriel Ostanelli                 |

## Actividades del club
- Fútbol Profesional Primera "B"

- Fútbol Juvenil AFA
- Fútbol Femenino AFA Primera "C"

- Baby Fútbol Escuelita

- Baby Fútbol ADIAB

- Futsal Femenino

- Patín artístico

- Taekwondo

- Kick Boxing

- Boxeo

- Balonmano

## Datos del club
- Temporadas en Primera División: 0
- Temporadas en Primera B Nacional: 0
- Temporadas en Primera B: 1 (2024)
- Temporadas en Primera C: 23 (1984 - 1985, 1996/97 - 2007/08, 2015 - 2023)[11]
- Temporadas en Primera D: 29 (1974-1983, 1986 - 1995/96 y 2008/09 - 2014)[11]

### Goleadas a favor
- En Primera D: 8-1 a Club Atlético Lugano en 1979.
- En Primera D: 10-1 a Sacachispas Fútbol Club en 1981.
- En Primera D: 11-0 a Club Sportivo Palermo en 1981
- En Primera D: 6-1 a Club Social Deportivo Laferrere en 1982
- En Primera D: 6-1 a Club Social y Deportivo Central Ballester en 2013.

## Jugadores

### Mercado de pases 2025
- Actualizado el 25 de mayo de 2025

#### Altas
| Juan Figueroa        | Arquero   | Real Pilar             | Libre.  |  |  |  |  |  |  |
| Nicolás Marchesi     | Arquero   | S.A.T. de Moreno       | Libre.  |  |  |  |  |  |  |
| Gonzalo Rehak        | Arquero   | Deportivo Maipú        | Libre.  |  |  |  |  |  |  |
| Juan Cruz Huichulef  | Defensor  | Central Norte de Salta | Libre.  |  |  |  |  |  |  |
| Richard Lazarev      | Defensor  | Olimpia de Itá         | Libre.  |  |  |  |  |  |  |
| Braian Molina        | Defensor  | Central Norte de Salta | Libre.  |  |  |  |  |  |  |
| Tobías Mora          | Defensor  | Racing                 | Libre.  |  |  |  |  |  |  |
| Ariel Siliman        | Defensor  | Deportivo Zacapa       | Libre.  |  |  |  |  |  |  |
| Lautaro Suárez Costa | Defensor  | Argentino de Quilmes   | Libre.  |  |  |  |  |  |  |
| Diego Auzqui         | Volante   | Platense               | Libre.  |  |  |  |  |  |  |
| Claudio Azaldegui    | Volante   | Cañuelas               | Libre.  |  |  |  |  |  |  |
| Kevin Denis          | Volante   | General Caballero      | Libre.  |  |  |  |  |  |  |
| Santiago Fernández   | Volante   | Sacachispas            | Libre.  |  |  |  |  |  |  |
| Diego Molina Fariña  | Volante   | UAI Urquiza            | Libre.  |  |  |  |  |  |  |
| Matías Morales       | Volante   | Nissa FC               | Libre.  |  |  |  |  |  |  |
| Maximiliano Ortigoza | Volante   | Defensores Unidos      | Libre.  |  |  |  |  |  |  |
| Juan Ignacio Roth    | Volante   | Temperley              | Cesión. |  |  |  |  |  |  |
| Franco Camejo        | Delantero | Temperley              | Libre.  |  |  |  |  |  |  |
| Braian Chávez        | Delantero | Deportivo Laferrere    | Libre.  |  |  |  |  |  |  |
| Matías Figueredo     | Delantero | Temperley              | Libre.  |  |  |  |  |  |  |
| Luis Geneiro Núñez   | Delantero | Resistencia            | Libre.  |  |  |  |  |  |  |
| Fernando Giménez     | Delantero | Acassuso               | Libre.  |  |  |  |  |  |  |
| Guillermo Mac'Kay    | Delantero | Temperley              | Libre.  |  |  |  |  |  |  |
| Leandro Moreira      | Delantero | Arsenal de Sarandí     | Libre.  |  |  |  |  |  |  |
| Cipriano Treppo      | Delantero | Comunicaciones         | Libre.  |  |  |  |  |  |  |
|                      |           |                        |         |  |  |  |  |  |  |
| Invierno             |           |                        |         |  |  |  |  |  |  |
| Bandera de ?         |           | Bandera de ?           |         |  |  |  |  |  |  |

#### Bajas
| Agustín Hernández        | Arquero   | Berazategui                        | Fin de contrato.       |  |  |  |  |  |  |
| Lautaro Maldonado        | Arquero   | Ferrocarril Midland                | Fin de contrato.       |  |  |  |  |  |  |
| Nicolás Barrera          | Defensor  | Estudiantes de Buenos Aires        | Fin de contrato.       |  |  |  |  |  |  |
| Mauro Bazán              | Defensor  | Bandera de ?                       | Fin de contrato.       |  |  |  |  |  |  |
| Lucas Benaducci          | Defensor  | Retiro de la actividad profesional | Fin de contrato.       |  |  |  |  |  |  |
| Iván Centurión           | Defensor  | Berazategui                        | Fin de contrato.       |  |  |  |  |  |  |
| Gastón David             | Defensor  | Real Pilar                         | Fin de contrato.       |  |  |  |  |  |  |
| Dilan Maidana            | Defensor  | Estrella del Sur                   | Fin de contrato.       |  |  |  |  |  |  |
| Santiago Pérez           | Defensor  | Deportivo Merlo                    | Rescisión de contrato. |  |  |  |  |  |  |
| Valentino Scaglia        | Defensor  | El Indio de Coronel Brandsen       | Fin de contrato.       |  |  |  |  |  |  |
| Luciano Cariaga          | Volante   | Alianza de Arteaga                 | Fin de contrato.       |  |  |  |  |  |  |
| Franco Cristofanelli     | Volante   | Bandera de ?                       | Fin de contrato.       |  |  |  |  |  |  |
| Sebastián Deluca Arrieta | Volante   | Deportivo Paraguayo                | Fin de contrato.       |  |  |  |  |  |  |
| Alejo Monje              | Volante   | Platense                           | Fin de cesión.         |  |  |  |  |  |  |
| Nicolás Renfigue         | Volante   | Bandera de ?                       | Fin de contrato.       |  |  |  |  |  |  |
| Juan Ignacio Roth        | Volante   | Temperley                          | Fin de cesión.         |  |  |  |  |  |  |
| Agustín Almirón          | Delantero | Sportivo Barracas                  | Fin de contrato.       |  |  |  |  |  |  |
| Miller Moreno            | Delantero | Bandera de ?                       | Fin de contrato.       |  |  |  |  |  |  |
| Leonel Niklinski         | Delantero | Talleres (RdE)                     | Rescisión de contrato. |  |  |  |  |  |  |
| Facundo Ojeda            | Delantero | Estrella del Sur                   | Fin de contrato.       |  |  |  |  |  |  |
| Lautaro Ortega           | Delantero | Nueva Chicago                      | Fin de cesión.         |  |  |  |  |  |  |
| Herman Ríos              | Delantero | Bandera de ?                       | Fin de contrato.       |  |  |  |  |  |  |
| Aarón Spagna             | Delantero | Estrella del Sur                   | Fin de contrato.       |  |  |  |  |  |  |
| Lucas Vicó               | Delantero | Ferrocarril Midland                | Fin de contrato.       |  |  |  |  |  |  |
|                          |           |                                    |                        |  |  |  |  |  |  |
| Invierno                 |           |                                    |                        |  |  |  |  |  |  |
| Bandera de ?             |           | Bandera de ?                       |                        |  |  |  |  |  |  |

## Palmarés
- Primera D (1): 1983

### Otros logros
- 1995-96: Ascenso por torneo reclasificatorio.
- 2014: Ascenso tras ganar la zona B.
- 2023: Ascenso tras quedar dentro de los puestos de ascenso directo.

## Clásico San Martín (Burzaco)-Claypole
Su clásico rival histórico es el Club Atlético Claypole también parte del partido de Almirante Brown. Y con quien disputa el denominado “Clásico de Almirante Brown”.

### Otras rivalidades
Sostiene una fuerte rivalidad con el Club Atlético Brown.

### Afinidades
Su única amistad es con el Club Atlético Acassuso.